# 엠지비엔터테인먼트
엠지비 엔터테인먼트(MGB Entertainment)는 대한민국의 연예기획사다.

## 소속 연예인
- 서유정
- 이시후
- 이수용
- 윤서연
- 민준호
- 권민정
- 김정훈